# Saint-Pé-Saint-Simon
Saint-Pé-Saint-Simon är en kommun i departementet Lot-et-Garonne i regionen Nouvelle-Aquitaine i sydvästra Frankrike. Kommunen ligger i kantonen Mézin som tillhör arrondissementet Nérac. År 2022 hade Saint-Pé-Saint-Simon 185 invånare.

## Befolkningsutveckling
Antalet invånare i kommunen Saint-Pé-Saint-Simon
| Referens: INSEE |